# Barshamin
Barshamin (Armeens: Բարշամին) was een weer- of luchtgod onder de voorchristelijke Armeniërs. Hij is waarschijnlijk afgeleid van de Semitische god Baal Shamin .